# Spirala (album)
Spirala – szósty album zespołu Apteka wydany w 1996 roku. W jego skład wchodzą nowe wersje piosenek zawartych na wcześniejszych albumach grupy.

## Lista utworów
1. "Lucky Sniff" (J. Kodymowski) – 3:28
2. "Choroba" (J. Kodymowski) – 2:41
3. "Sajko-Kendi" (J. Kodymowski) – 2:35
4. "Fast Food" (J. Kodymowski) – 3:42
5. "Orbita X" (J. Stromski) – 0:40
6. "Jezu!" (J. Kodymowski) – 2:28
7. "Ujarane całe miasto" (J. Kodymowski) – 4:36
8. "Czarny" (J. Kodymowski) – 3:22
9. "Wiesz, rozumiesz" (J. Kodymowski) – 2:29
10. "Turtle" (J. Kodymowski) – 3:12
11. "Kasztan" (J. Kodymowski) – 0:47
12. "Marzenia które mam" (J. Kodymowski) – 3:19
13. "Big noise" (J. Kodymowski) – 2:49
14. "Jestem" (J. Stromski) – 2:24
15. "Chłopcy i dziewczyny (hip-hopowa wersja Mayer-Glennskiego)" (J. Kodymowski/O. Deriglasoff) – 4:45

## Skład
- Jędrzej Kodymowski – wokal, gitara
- Olaf Deriglasoff – gitara basowa, wokal
- Jacek Stromski – perkusja

Realizacja:
- Krzysztof Janik – inżynier dźwięku
- Robert Usewicz – inżynier dźwięku
- Wojtek Inkubator – technolog